# BMW3系緊湊型
BMW3系緊湊型（BMW 3 Series Compact）是德國汽車企業BMW在1993年至2004年期間生產的車款之一。2004年之後，BMW3系緊湊型被BMW 1系列取代。BMW3系緊湊型的車款包括了316i、316g 、318ti、318tds和323ti。